# Nordbad (München)

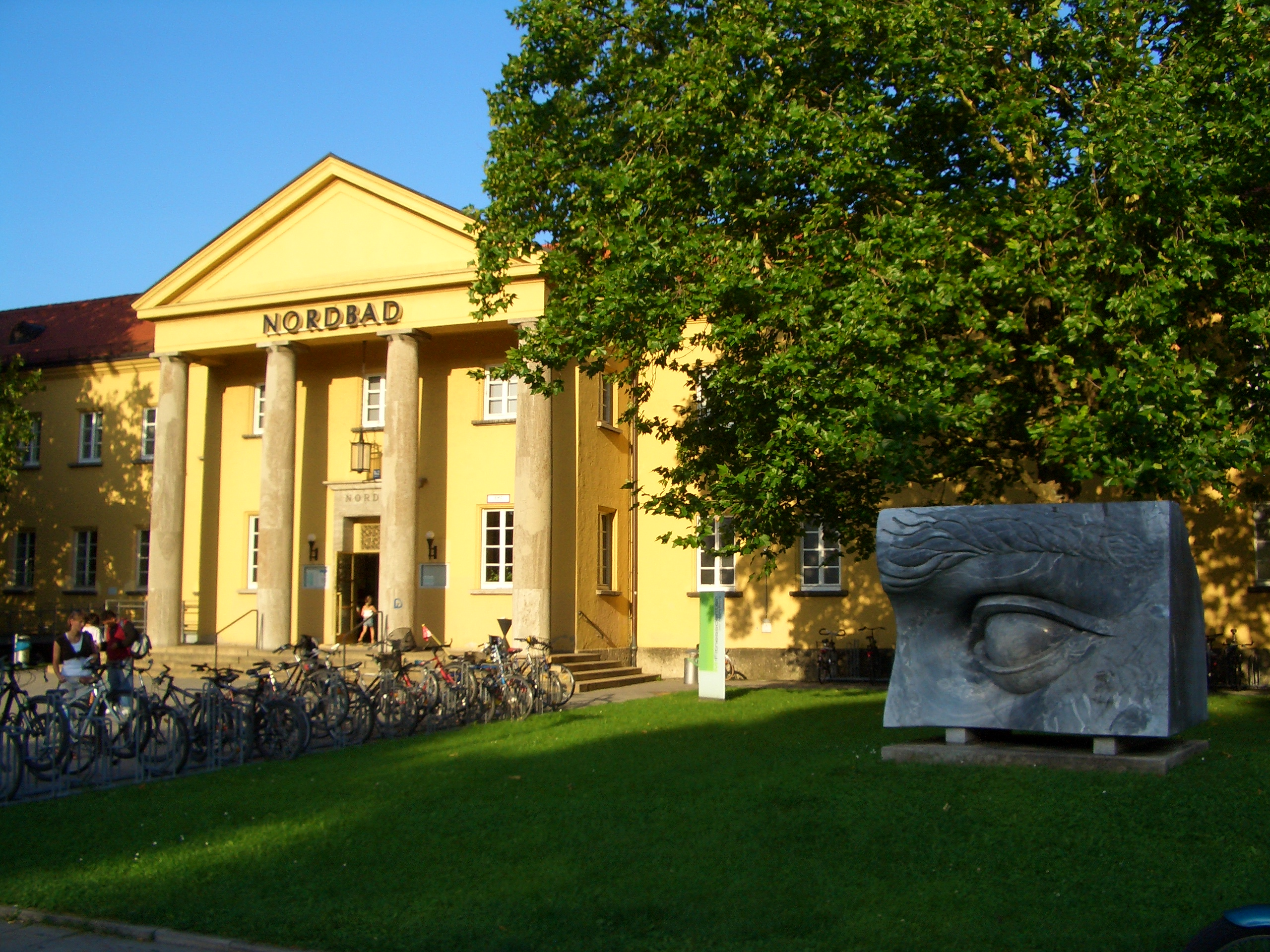
Eingang mit Skulptur von Anne und Patrick Poirier

Das Nordbad ist ein Schwimmbad im Münchner Stadtbezirk Schwabing-West mit Entspannungs- und Fitnessangeboten. Es wird durch die Stadtwerke München (SWM) betrieben.

## Gebäude
Das Nordbad gehört zu einer Reihe von Planungen der Stadt München in der Zeit des Nationalsozialismus, die den Sport und die Körperkultur fördern sollten. Das erste Projekt war das Prinzregentenstadion zwischen 1933 und 1936. Der erste Bauantrag stammte 1924 vom späteren Oberbürgermeister Karl Scharnagl, das Projekt scheiterte jedoch an der Finanzierung. 1934 kaufte die Stadt ein Grundstück an der Schleißheimer Straße für ein Hallenbad im Norden, das im Oktober 1941 von Oberbürgermeister Karl Fiehler eröffnet wurde. Die bei der Einweihung erlassene Satzung verbot den Zutritt für Juden, Personen mit ansteckenden Krankheiten und Betrunkene. Zur Eröffnung wurde ein Städte-Wettkampf zwischen München und Wien veranstaltet.
Der Entwurf des Stadtbaurats Karl Meitinger ist entsprechend den Grundsätzen der Architektur im Nationalsozialismus in monumentalem  und vereinfachten neoklassizistischen Stil gehalten. Es handelt sich um eine Dreiflügel-Anlage, die die Schwimmhalle umschließt und gegenüber den umliegenden Straßen verdeckt. Im Osten schließt sich eine Liegewiese an, die von Bäumen umstellt ist. Die Hauptfassade auf der Westseite ist lang gestreckt und zweigeschossig mit einem hohen Walmdach. Sie ist nur durch einen vorgeschobenen Portikus mit vier einfachen Säulen gegliedert, hinter dem die Eingangshalle liegt. Die Fassade ist gegenüber der Straße zurückgesetzt. der Versatz wurde ursprünglich an den beiden Ecken durch abgesetzte, einstöckige Pavillons abgeschlossen, ohne dass sich eine Platzwirkung ergab. Die Seitenflügel sind an den Enden nach Nord und Süd leicht ausgestellt. Die Schwimmhalle weist ein Becken mit 33 m Bahnlänge auf und wurde für Wettkämpfe mit einer Zuschauertribüne für rund 1400 Zuschauer ausgestattet. Über der Tribüne wurde beim Bau ein von Günther Graßmann gestaltetes Monumentalmosaik eingefügt. Ursprünglich waren neben der Haupthalle noch ein Schulschwimmbecken und ein als römisch-irisches Bad bezeichnetes Dampfbad eingerichtet.
Nach starker Beschädigung im Zweiten Weltkrieg wurde das Gebäude 1949 bis 1951 durch Philipp Zametzer wiederaufgebaut. 1989/90 errichtete das Stadtarchiv München durch Hans-Busso von Busse einen Erweiterungsbau gegenüber dem Nordbad, dabei wurde an der Schleißheimer Straße aus dem Vorplatz des Nordbads und der neuen Fläche vor dem Stadtarchiv ein Platz aufgeweitet und dieser entsprechend gestaltet. Dazu gehört insbesondere das vierteilige Kunst-Ensemble Oculus historiae, oculus memoriae, oculus oblivionis von Anne und Patrick Poirier auf beiden Seiten der Straße vor den Gebäuden.
In den Jahren 1996 und 1997 wurde das Nordbad grundlegend saniert und der Außenbereich angelegt. Das Gebäude steht unter Denkmalschutz. Im Außenbereich steht die Skulptur Schreitendes Mädchen von Ottmar Obermaier von 1938.

## Schwimmbecken
Charakteristisch ist die imposante Schwimmhalle, die mit einer Tribüne versehen ist. Das Schwimmbecken ist hier 33 × 13 Meter groß, durch eine im Normalbetrieb völlig versenkte Trennwand kann es in einen Teil mit der Normlänge von 25 m und ein Nichtschwimmerbecken geteilt werden. Es verfügt über zwei Sprungtürme mit einer Höhe von einem Meter bzw. drei Metern. Auch bietet das Nordbad seit dem Umbau in einem Innenbereich, der der Schwimmhalle angeschlossen ist, ein weiteres Becken in Stehtiefe, das für Wassergymnastik dient oder als Kinderbecken genutzt wird, einen Whirlpool und für kleine Kinder einen Kinderplantschbereich mit Rutsche und Wasserspielen.
Im Außenbereich verfügt das Nordbad über ein 34 Grad Celsius warmes Außenbecken mit Strömungskanal, Massagedüsen und Sprudelliegen, das ganzjährig im Betrieb ist. Es ist umgeben von einer Liegewiese, die im Sommer genutzt werden kann.

## Fitness und Entspannung
Beim Umbau wurde aus dem ursprünglichen einfachen Dampfbad ein Saunabereich. Das Sanarium verfügt neben einer großen finnischen Sauna (ca. 95 °C) mit zwei großen Tauchbecken (ca. 15 °C bzw. ca. 34 °C) über unterschiedlich temperierte Warmlufträume (ca. 60 °C, ca. 65 °C und ca. 45 °C), die verschieden gestaltet wurden. Hier sollen ein Sternenhimmel, wechselndes Farblicht, ein Wasserfall, ein Saunaofen mit Bergkristall und sanftes Vogelgezwitscher alle Sinne ansprechen. Hinzu kommen Ruhekabinen und Ruheräume, ein Dampfbad (ca. 45 °C) mit Kaskadenbrunnen und im Außenbereich eine weitere Sauna (ca. 95 °C) mit Tauchbecken (15 °C) auf einer Freiluftterrasse.
Ein weiteres Dampfbad befindet sich außerhalb des Saunabereichs zwischen den beiden Schwimmbecken.
Darüber hinaus wird im Nordbad ein Fitnessprogramm angeboten – mit Aqua-Fitness, Aquacycling, (rhythmischer) Wassergymnastik, Schwangerenschwimmen, Babyschwimmen, Wassergewöhnung für Kleinkinder und Schwimmkurse für Kinder sowie Wirbelsäulengymnastik und Massagen runden das Angebot im Nordbad ab.
Dem Nordbad angeschlossen ist zudem ein separates Fitnesscenter mit eigenem Cardio-Center, Reha-Training etc. Mitglieder können hier trainieren und zudem die Schwimmhalle nutzen. Es gibt auch eine Mitgliedschaftsvariante, die die Nutzung der Saunalandschaft des Nordbads mit einschließt.

## Pavillons
Die beiden abgesetzten Pavillons wurden beim Umbau um ein Geschoss aufgestockt. Im südlichen Pavillon war bis Ende Juli 2013 eine Bankfiliale; seitdem wird er durch Einzelhandel genutzt. Der nördliche Pavillon beherbergt ein Bistro. Es hat eine kleine Ausgabe in den Schwimmbereich, wo es Badegäste versorgt, bedient aber weit überwiegend das allgemeine Publikum unabhängig vom Nordbad.